# Snøskalkegga
Snøskalkegga är en bergstopp i Antarktis. Den ligger i Östantarktis. Norge gör anspråk på området. Toppen på Snøskalkegga är 2 640 meter över havet, eller 299 meter över den omgivande terrängen. Bredden vid basen är 5,0 km.
Terrängen runt Snøskalkegga är kuperad österut, men västerut är den platt. Trakten är obefolkad. Det finns inga samhällen i närheten. 